# Montesa B-46/49
La Montesa B-46/49 fou un model de motocicleta de turisme fabricat per Montesa entre 1947 i 1951. Fou el segon model que produí Montesa i la primera motocicleta d'aquesta marca estrictament parlant, ja que la seva predecessora, l'A-45 de 1945, era en realitat un velomotor (no arribava als 100 cc, límit a partir del qual un vehicle de dues rodes es considerava legalment una motocicleta). Dotada d'un motor de dos temps monocilíndric refrigerat per aire de 125 cc, bastidor de simple bressol, frens de tambor i canvi de tres velocitats amb selector al peu, la B-46/49 era l'evolució d'un prototipus anterior que no s'arribà a produir, la B-46 (derivada al seu torn de l'A-45, a la qual era quasi idèntica estèticament).
La B-46/49 fou un èxit de vendes a la seva època i es fabricà en dues versions: "Normal" i "Senyora", divergents entre si només pel bastidor (obert en la versió femenina). El fet de ser la primera autèntica motocicleta Montesa ha fet que passés a la història amb el sobrenom popular de "La iaia".

## Història
El 1944, els empresaris catalans Pere Permanyer i Francesc Xavier Bultó decidiren d'associar-se per a construir motocicletes, iniciant les activitats en uns tallers propietat de Permanyer, al carrer Còrsega de Barcelona. Prenent com a base un velomotor Motobécane que havia comprat a Perpinyà, Bultó creà el primer prototipus de la nova marca, amb motor de 98 cc. Cap al febrer de 1945, el prototipus començà a participar en competicions esportives i finalment, el juny d'aquell any, la societat "Bultó & Permanyer" presentà tres unitats de la primera Montesa A-45 a la Fira de Mostres de Barcelona.

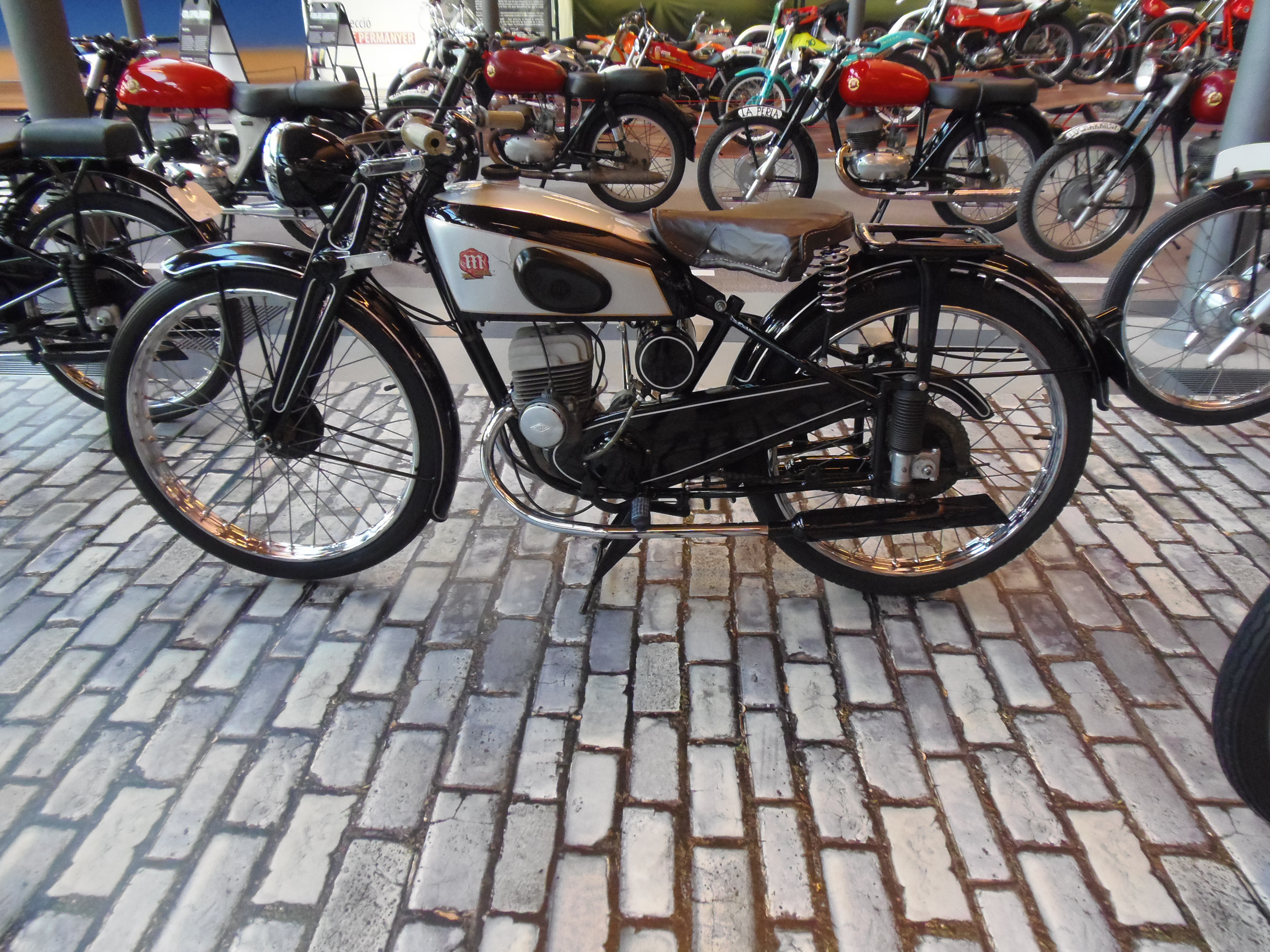
Una Montesa B-46/49 de 1947

Ben aviat, la Montesa A-45 aconseguí diversos èxits esportius en competició. La seva escassa potència, però, va fer que ja el 1946 els dos socis pensessin a apujar-li la cilindrada i comencessin a treballar en el projecte d'una nova moto de 125 cc. Inicialment, Harry Walker, empresa que es dedicava a la importació, fabricació i comercialització de maquinària i accessoris industrials des de Barcelona, oferí a Montesa els mateixos motors anglesos Villiers de 125 cc que ja subministrava al fabricant espanyol Soriano. Bultó i Permanyer en muntaren algun al seu prototipus, però la iniciativa no prosperà per dos motius: d'una banda, la dificultat de trobar divises amb què pagar aquests motors, i de l'altra, el desig de no dependre de tercers i, per tant, de tirar endavant el projecte de forma autònoma.
Per tal de poder participar en el Gran Premi de Barcelona, prova on no hi havia cursa de 100cc però sí de 125cc, Montesa construí cinc prototipus del nou motor de 125 cc, al qual anomenà B-46. Es tractava del motor de l'A-45 amb el diàmetre de pistó augmentat als 51,5 mm i la mateixa carrera de 60 mm, cosa que li permetia assolir un cubicatge aproximat de 125 cc. Aquell nou motor, fàcilment distingible de l'anterior per la seva forma quadrada, fou la base de tots els models posteriors de l'empresa, tant de sèrie com de competició, durant anys. Un prototipus equipat amb un d'aquests motors va guanyar el V Gran Premi de Barcelona (celebrat el 5 de maig de 1946) i aviat es decidí de comercialitzar-lo, ajudats a més per sengles victòries consecutives al Campionat d'Espanya entre 1946 i 1948.
El 1948, la marca va inscriure una B-46 equipada amb suspensió posterior lliscant al Gran Premi dels Països Baixos, a Assen. Aquesta unitat fou la base de la futura B-46/49, la qual es muntà a partir de la versió de l'A-45 de quadre elàstic. A començaments de 1947 s'inicià la fabricació en sèrie de la B-46/49, la qual disposava de cilindre i culata nous, més dimensionats exteriorment (de forma més quadrada) però amb les mateixes mesures de 51,5 x 60 mm que les primeres B-46. Amb un motor d'aquest tipus quadrat experimental, Joan Soler Bultó guanyà amb autoritat la categoria de 125cc al VI Premi Internacional de Barcelona de 1949.
El 1950, l'èxit comercial de l'A-45 i, especialment, de la B-46/49, obligà l'empresa a traslladar-se a una nova fàbrica al carrer Pamplona, al Poblenou.

### El motor de 125 cc

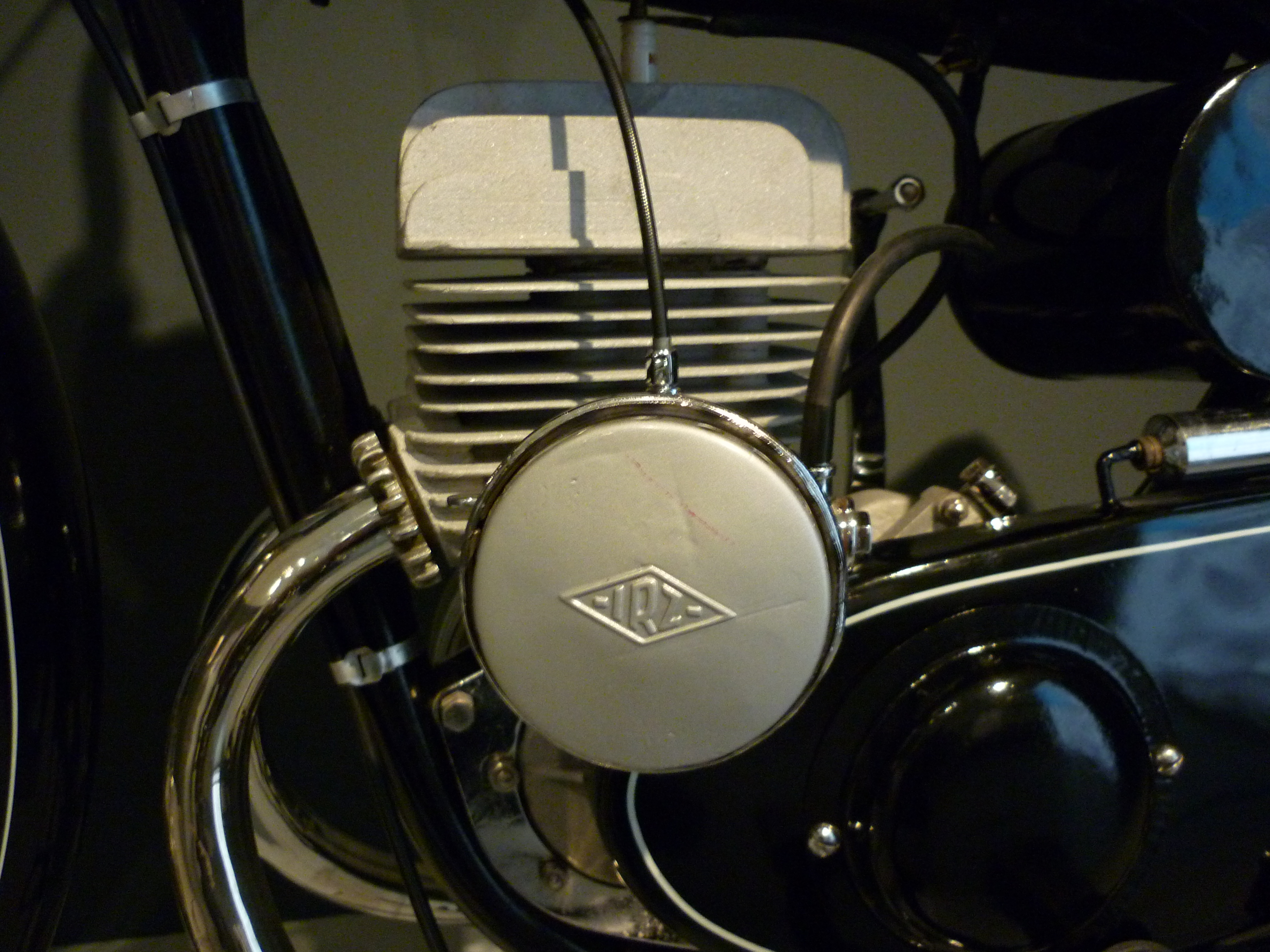
La culata quadrada de la B-46/49, la principal diferència visual amb l'A-45

El nou motor Montesa de 125 cc es distingia a primer cop d'ull de l'anterior de 98 per la seva forma quadrada i fou la base de tots els nous motors de la marca. La decisió d'augmentar la cilindrada de la seva moto li permeté a Montesa avançar-se tecnològicament a la seva principal competidora aleshores, la basca Lube. Les suspensions, en canvi, eren el punt flac de Montesa, ja que Lube havia introduït la forquilla telescòpica a les seves motos. Per aquesta raó, el 1949 l'empresa catalana començà a experimentar amb un nou prototipus força avançat al qual anomenà C-50, el qual acabà sortint a la llum el 1951 amb el nom definitiu de D-51.

## Versions

### Llista de versions produïdes
| Model                     | Versió                    | Id. Model                 | Anys                      | Núm. Sèrie                                                                        | Unitats | Característiques |
| ------------------------- | ------------------------- | ------------------------- | ------------------------- | --------------------------------------------------------------------------------- | ------- | ---------------- |
| B-46                      | B-46                      | -                         | 1946                      | -                                                                                 | -       | Prototipus       |
| B-46/49                   | Villiers                  | -                         | 1946                      | MM-0051, MM-0122                                                                  | -       | Prototipus       |
|                           |                           |                           |                           |                                                                                   |         |                  |
| B-46/49                   | Normal                    | -                         | 1947 - 1951               | MM0103,105-107, MM0113,115-119,121 MM0123-153 MM0156-1269 MM5001-5230 MM7501-7817 | 1.808   | Quadre elàstic   |
| B-46/49                   | Senyora                   | -                         | 1948 - 1949               | MM0237, MM0261, MM0337, MM0460, MM0461, MM0550, MM0658                            | 7       | Quadre obert     |
| Total d'unitats produïdes | Total d'unitats produïdes | Total d'unitats produïdes | Total d'unitats produïdes | Total d'unitats produïdes                                                         | 1.815   |                  |

### B-46
Fitxa tècnica
| Montesa B-46 | Montesa B-46                | Montesa B-46 |
| --- | --------------------------- | ------------ |
| Id. Model | -                           |              |
| Núm. Sèrie | Englobat dins l'A-45        |              |
| Anys | 1946                        |              |
| CC | 97,92                       |              |
| Diàmetre x Carrera | 45,6 x 60 mm                |              |
| Compressió | ?                           |              |
| CV | ?                           |              |
| Carburador | Gurtnerd 16 mm              |              |
| Canvi | 3 velocitats                |              |
| Suspensió davant | Paral·lelograms deformables |              |
| Suspensió darrera | Sense                       |              |
| Pneumàtic davant | 600 x 65                    |              |
| Pneumàtic darrera | 600 x 65                    |              |
| Frens davant | Tambor 125 mm               |              |
| Frens darrera | Tambor 125 mm               |              |
| Pes en sec | ?                           |              |
| Capacitat dipòsit | ?                           |              |
| Característiques | Quadre rígid                |              |
| \| • Altres \| \| ----------------------------------------------------- \| \| - Encesa: Volant magnètic - Velocitat màxima: 65 km/h \| |                             |              |
| • Altres |                             |              |
| - Encesa: Volant magnètic - Velocitat màxima: 65 km/h                                                                                  |                             |              |

### B-46/49 Villiers
Fitxa tècnica
| Montesa B-46/49 (motor Villiers)                                                   | Montesa B-46/49 (motor Villiers) |
| ---------------------------------------------------------------------------------- | -------------------------------- |
| Id. Model                                                                          | -                                |
| Núm. Sèrie                                                                         | MM-0051, MM-0122                 |
| Anys                                                                               | 1946                             |
| CC                                                                                 | 121,68                           |
| Diàmetre x Carrera                                                                 | 50 x 62 mm                       |
| Compressió                                                                         | ?                                |
| CV                                                                                 | 3,2 a 3.800 rpm                  |
| Carburador                                                                         | Villiers                         |
| Canvi                                                                              | 3 velocitats                     |
| Suspensió davant                                                                   | Paral·lelograms deformables      |
| Suspensió darrera                                                                  | Molles telescòpiques             |
| Pneumàtic davant                                                                   | 600 x 65                         |
| Pneumàtic darrera                                                                  | 600 x 65                         |
| Frens davant                                                                       | Tambor 125 mm                    |
| Frens darrera                                                                      | Tambor 125 mm                    |
| Pes en sec                                                                         | 65 kg?                           |
| Capacitat dipòsit                                                                  | ?                                |
| Característiques                                                                   | Quadre elàstic                   |
| \| • Altres \| \| --------------------------- \| \| - Velocitat màxima: 70 km/h \| |                                  |
| • Altres                                                                           |                                  |
| - Velocitat màxima: 70 km/h                                                        |                                  |

### B-46/49 Normal
Igual que l'A-45, la B-46/49 duia un doble tub d'escapament, un cilindre d'alumini amb camisa de ferro fos i encesa per volant magnètic. L'embragatge era multidisc en sec i la caixa de canvis, separada, era de tres velocitats amb selecció per pedal. La suspensió anterior era per mitjà de forquilla de paral·lelogram i la posterior, lliscant. El xassís era de bressol simple i els frens, de tambor.
Fitxa tècnica
| Montesa B-46/49 | Montesa B-46/49                                                                   | Montesa B-46/49 |
| --- | --------------------------------------------------------------------------------- | --------------- |
| Id. Model | -                                                                                 |                 |
| Núm. Sèrie | MM0103,105-107, MM0113,115-119,121 MM0123-153 MM0156-1269 MM5001-5230 MM7501-7817 |                 |
| Anys | 1947 - 1951                                                                       |                 |
| CC | 124,98                                                                            |                 |
| Diàmetre x Carrera | 51,5 x 60 mm                                                                      |                 |
| Compressió | 7,2:1                                                                             |                 |
| CV | 4,7 a 4.600 rpm                                                                   |                 |
| Carburador | Irz 16 mm                                                                         |                 |
| Canvi | 3 velocitats                                                                      |                 |
| Suspensió davant | Paral·lelograms deformables                                                       |                 |
| Suspensió darrera | Molles telescòpiques                                                              |                 |
| Pneumàtic davant | 600 x 65                                                                          |                 |
| Pneumàtic darrera | 600 x 65                                                                          |                 |
| Frens davant | Tambor 125 mm                                                                     |                 |
| Frens darrera | Tambor 125 mm                                                                     |                 |
| Pes en sec | 65 kg                                                                             |                 |
| Capacitat dipòsit | ?                                                                                 |                 |
| Característiques | Quadre elàstic                                                                    |                 |
| \| • Altres \| \| ----------------------------------------------------- \| \| - Encesa: Volant magnètic - Velocitat màxima: 75 km/h \| |                                                                                   |                 |
| • Altres |                                                                                   |                 |
| - Encesa: Volant magnètic - Velocitat màxima: 75 km/h                                                                                  |                                                                                   |                 |

1. ↑  4,7 CV a 5.400 rpm segons una altra font.[7]

### B-46/49 Senyora
Com ja va fer amb el seu anterior model, A-45, Montesa va produir una versió femenina de la B-46/49, de la qual se'n fabricaren només set unitats (aquesta fou la darrera versió de motocicleta específica per a dones que fabricà l'empresa).
Fitxa tècnica
| Montesa B-46/49 "Senyora" | Montesa B-46/49 "Senyora"                              |
| --- | ------------------------------------------------------ |
| Id. Model | -                                                      |
| Núm. Sèrie | MM0237, MM0261, MM0337, MM0460, MM0461, MM0550, MM0658 |
| Anys | 1948 - 1949                                            |
| CC | 124,98                                                 |
| Diàmetre x Carrera | 51,5 x 60 mm                                           |
| Compressió | 7,2:1                                                  |
| CV | 4,7 a 4.600 rpm                                        |
| Carburador | Irz 16 mm                                              |
| Canvi | 3 velocitats                                           |
| Suspensió davant | Paral·lelograms deformables                            |
| Suspensió darrera | Molles telescòpiques                                   |
| Pneumàtic davant | 600 x 65                                               |
| Pneumàtic darrera | 600 x 65                                               |
| Frens davant | Tambor 125 mm                                          |
| Frens darrera | Tambor 125 mm                                          |
| Pes en sec | 65 kg?                                                 |
| Capacitat dipòsit | ?                                                      |
| Característiques | Quadre obert                                           |
| \| • Altres \| \| ----------------------------------------------------- \| \| - Encesa: Volant magnètic - Velocitat màxima: 75 km/h \| |                                                        |
| • Altres |                                                        |
| - Encesa: Volant magnètic - Velocitat màxima: 75 km/h                                                                                  |                                                        |